# Плигузов, Андрей Иванович
Андре́й Ива́нович Плигу́зов (22 декабря 1956, Новосибирск — 26 марта 2011, Москва) — советский и российский историк, литератор и педагог; кандидат исторических наук.

## Биография
Выпускник Новосибирского университета (1979). Ученик академика Н. Н. Покровского (1930—2013).
Окончил аспирантуру Института истории СССР АН СССР (ныне Институт российской истории РАН) и в 1986 году защитил кандидатскую диссертацию по памятникам «нестяжательства» первой трети XVI века. Работал в секторе источниковедения дооктябрьского периода, который возглавлял В. И. Буганов.
В 1976—1983 годах работал на Новосибирском телевидении, где вёл передачи о современной музыке и культуре. С середины 1970-х до начала 1980-х годов активно занимался практической педагогикой в детских домах и пионерских лагерях Новосибирска.
Был активным участником литературного самиздата; в первой половине 1980-х годов под его редакцией, с его вступительными статьями и примечаниями вышли самиздатовские издания И. Бродского, О. Мандельштама, В. Ходасевича и Д. Хармса. Писал стихи и литературные анекдоты, которые составили основу книг, впоследствии опубликованных в США. Его литературные анекдоты стали широко известны; некоторые из них были ошибочно приписаны Д. Хармсу и опубликованы в России в начале 1990-х годов в сборниках произведений Д. Хармса.
В первой половине 1990-х годов уехал в США, где занимался разбором и описанием русскоязычных собраний в американских архивах. Работал в Гарвардском университете (1990—1993), Кеннановском институте русских исследований (1994—1995), Библиотеке Конгресса США (1995—2000), с 2000 года — в исследовательском центре «Дамбартон Оукс» (Dumbarton Oaks) в Вашингтоне.
Был одним из составителей «Русского феодального архива XIV — первой трети XVI в.», пять выпусков которого вышли в 1986—1992 годах (и ещё один — в 2008), сборника «Смута в Московском государстве: Россия начала XVII столетия в записках современников» (М., 1989, совместно с И. А. Тихонюком). Им также были изданы сочинения митрополита Фотия, ряд статей (о Судебнике 1497 года, обзоры архивных рукописных собраний).
Участвовал в дискуссии о происхождении «Слова о полку Игореве». Как последователь А. А. Зимина (1920—1980), придерживался версии о фальсификации памятника литературы. В последние годы жизни занимался переводом и комментарием книги «Josef Dobrovsky and the Origins of the Igor' Tale» Эдварда Льюиса Кинана, выдвигавшего версию об авторстве Й. Добровского (1753—1829).
Вернувшись в Россию в середине 2000-х годов, во многом из-за состояния здоровья, не смог продолжить своей творческой карьеры. Похоронен 31 марта 2011 года на Перепечинском кладбище под Москвой.

## Основные работы
- Текст-кентавр о сибирских самоедах. — М.; Ньютонвилль: Oriental Research Partners, 1993. — 160 с.
- Полемика в русской церкви первой трети XVI столетия. — М.: Индрик, 2002. — 372 с.
- Стеклянная гора: Сборник стихов. — New York: Alexandria, 2003. — 144 с.
- В маске Хармса. — New York: Alexandria, 2004.
- Sources on the History of the Rus' Metropolitanate: The 14th — Early 16th Centuries. — Harvard: Harvard Ukrainian Research Institute, Harvard University, [publication postponed].
- Плигузов А. И. Живая вода Непрядвы: Битва на Куликовом поле в свидетельствах современников и памяти потомков. — М.: Квадрига, 2017. — 218 с. — (Исторические памятники). — ISBN 978-5-91791-237-0.
- Плигузов А. И. Полемика в русской церкви первой трети XVI столетия / Отв. ред. В. И. Буганов. — М.: Квадрига, 2017. — 420 с. — (Исторические исследования). — 600 экз. — ISBN 978-5-91791-254-7.

Статьи
- Плигузов А. И., Хорошкевич А. Л. Отношение русской церкви к антиордынской борьбе в XIII—XV веках (по материалам Краткого собрания ханских ярлыков русским митрополитам) // Вопросы научного атеизма. Вып. 37. Православие в истории России / Редкол. В. И. Гараджа (отв. ред.) и др.; Акад. обществ. наук ЦК КПСС. Ин-т научного атеизма. — М.: Мысль, 1988. — С. 117—130. — 303 с. — 20 700 экз. — ISBN 5-244-00202-3.
- Плигузов А. И. Как историки изучают Куликовскую битву (недоступная ссылка).
- Плигузов А. И. Учение ранних «нестяжателей» в исторической перспективе: от «Предания» Нила Сорского до амортизационных мер Ивана IV.